# Barbie
Barbie là loại búp bê thời trang, được tập đoàn Mattel của Mỹ sản xuất. Sản phẩm được trưng bày lần đầu tiên vào ngày 9 tháng 3 năm 1959 tại Hội chợ American International Toy Fair tại New York. Từ đó, búp bê Barbie trở thành một món đồ chơi bán chạy nhất lịch sử và phá bỏ quan điểm rằng "búp bê chỉ dành cho các bé gái".

Nữ doanh nhân người Mỹ Ruth Handler được ghi nhận là người tạo ra búp bê Barbie với cảm hứng từ búp bê Bild Lilli từ nước Đức.
Barbie cũng là đại diện cho thương hiệu búp bê và sản phẩm kèm theo của Mattel như các thành viên gia đình và búp bê sưu tập. Trong hơn 50 năm, búp bê Barbie là thành phần quan trọng trong thị trường búp bê thời trang, và là chủ đề của vô số tranh luận và kiện tụng liên quan tới sao chép mẫu mã, thương hiệu hay cả đến đời sống của Barbie.
Hãng Mattel đã bán hơn một tỉ búp bê Barbie, khiến đây là dòng sản phẩm lớn nhất và mang nhiều lợi nhuận nhất cho công ty. Tuy vậy, kể từ năm 2014, sản lượng búp bê suy giảm mạnh. Búp bê Barbie đã làm cho ngành kinh doanh đồ chơi thể giới trở nên phong phú qua việc giới thiệu thêm các sản phẩm liên quan (phụ trang, quần áo, bạn bè của Barbie...).
Búp bê Barbie đã có những ảnh hưởng đáng kể lên các giá trị xã hội qua việc truyền tải tính cách độc lập của phái nữ, và, với nhiều phụ trang đi kèm, một lối sống cao cấp lý tưởng có thể được thấy ở những người bạn sung túc. Bắt đầu từ năm 1987, Barbie đã mở rộng sang nhượng quyền thương mại truyền thông, bao gồm phim hoạt hình, chương trình truyền hình đặc biệt, trò chơi điện tử và âm nhạc.
Doanh số bán búp bê Barbie giảm mạnh từ năm 2014 đến năm 2016. Vào năm 2020, Mattel đã bán được số búp bê Barbie và phụ kiện trị giá 1,35 tỷ USD, đây là mức tăng trưởng doanh số bán hàng tốt nhất của họ trong hai thập kỷ. Đây là mức tăng so với 950 triệu đô la mà thương hiệu đã bán trong năm 2017. Theo trang web nghiên cứu thị trường MarketWatch, việc phát hành bộ phim Barbie năm 2023 dự kiến sẽ tạo ra "sự tăng trưởng đáng kể" cho thương hiệu cho đến ít nhất là năm 2030.  Cùng với doanh thu hồi phục, việc phát hành bộ phim đã kích hoạt một xu hướng thời trang được gọi là "Barbiecore".

## Lịch sử

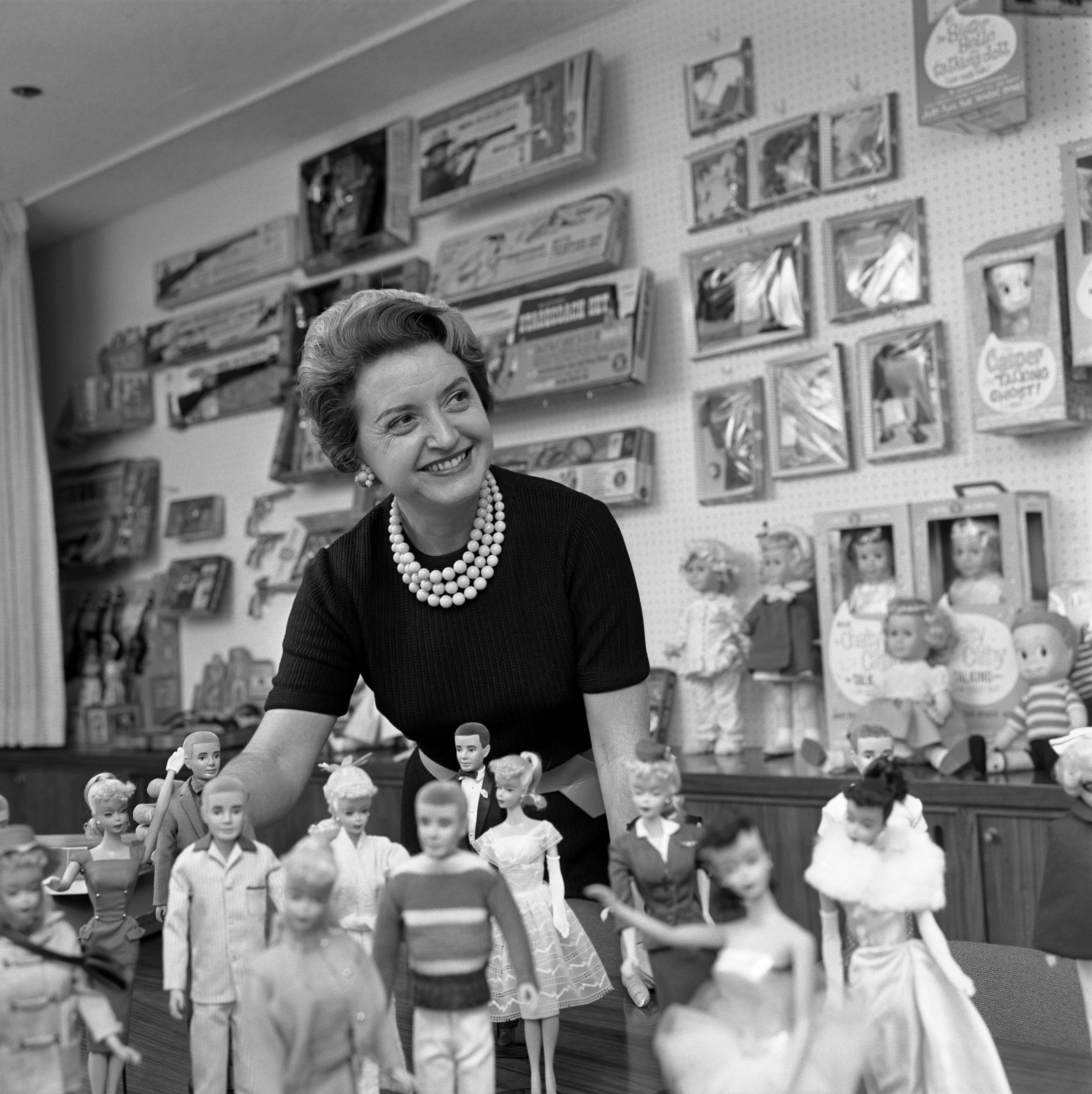
Nhà sáng tạo Barbie Ruth Handler với một loạt các sản phẩm Barbie và Mattel (1961)

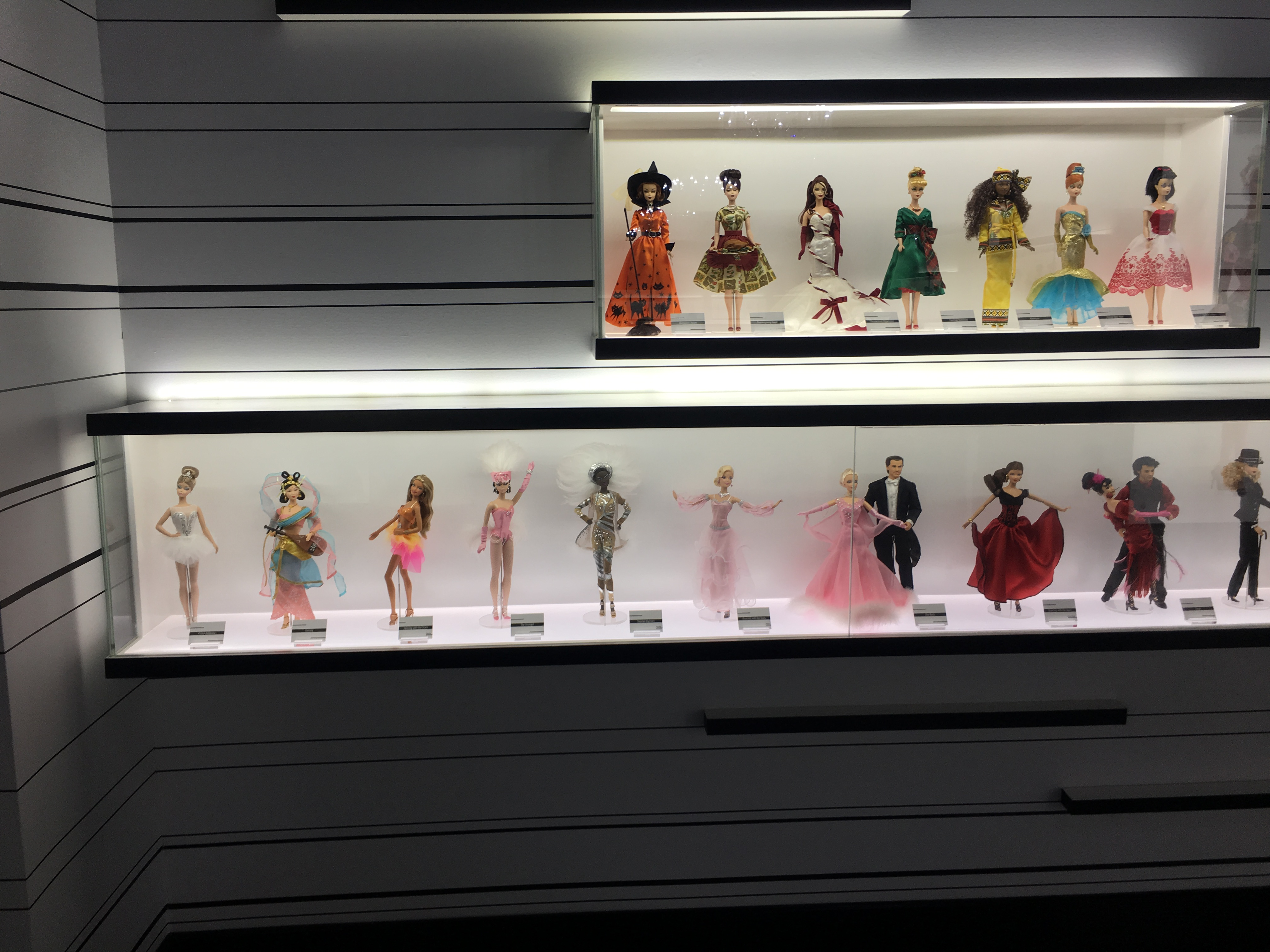
Một số búp bê Barbie được trưng bày

- 1958: Ruth Handler đưa ra các ý tưởng về búp bê Barbie.
- 1959: Búp bê Barbie đầu tiên ra đời và thời đại của Barbie bắt đầu.
- 1960: Búp bê số 3 và 4 được sản xuất.
- 1961: Barbie số 5 xuất hiện với màu tóc khác. Đi kèm với nó là cậu bạn trai Ken.
- 1963: Các bộ trang phục khác nhau dành cho Barbie được tung ra cùng với cô bạn gái thân nhất Midge
- 1964: Barbie lần đầu tiên xuất hiện trong bộ áo bơi màu hồng. Skipper, em gái của Barbie cũng ra đời trong năm này.
- 1965: Barbie có tên "American Girl" xuất hiện và có trang phục giống như phu nhân của tổng thống Mỹ Kennedy
- 1966: Các mẫu tóc khác nhau để thay đổi cho Barbie được đưa ra thị trường.
- 1968: Lần đầu tiên ra đời một Barbie biết nói, khi này chỉ là tiếng Anh và Tây Ban Nha với những mẫu câu hết sức đơn giản.
- 1970: Phòng ở dành cho Barbie xuất hiện và bán chạy như tôm tươi.
- 1972: Thời đại của Barbie thế hệ mới bắt đầu, khi Barbie có thể quay đầu và cử động các ngón tay để cầm nắm một số thứ.
- 1974: Barbie đã 16 tuổi và một đoạn trên quảng trường Times ở New York được gọi tên là Barbie Boulevard để kỷ niệm.
- 1977: Siêu sao Barbie ra đời với chiều cao "khổng lồ" trong thế giới Barbie: 45 cm
- 1984: Barbie kỷ niệm sinh nhật lần thứ 25 và được coi là búp bê của cả thế giới.
- 1995: Một số lượng ít ỏi Barbie được làm để chào mừng sinh nhật thứ 36 được tung ra. Tất nhiên chỉ những khách hàng thân thiết và đã đặt hàng trước mới được sở hữu những cô búp bê quý giá này.
- 1996: Website riêng về Barbie chính thức hoạt động.
- 2000: Barbie dành riêng cho Tổng thống được tung ra.
- 2016: Barbie sẽ có những dáng vóc khác nhau.

Ruth Handler quan sát con gái Barbara chơi với búp bê giấy và nhận thấy rằng cô thường thích giao cho chúng những vai người lớn. Vào thời điểm đó, hầu hết búp bê đồ chơi trẻ em là đại diện cho trẻ sơ sinh. Nhận thấy rằng có thể có một khoảng trống trên thị trường, Handler đề xuất ý tưởng về một con búp bê có thân hình người lớn với chồng cô là Elliot, người đồng sáng lập công ty đồ chơi Mattel. Ông cũng như các giám đốc của Mattel không hào hứng với ý tưởng này. Trong một chuyến đi đến Châu Âu vào năm 1956 cùng với các con của cô là Barbara và Kenneth, Ruth Handler đã tình cờ gặp một con búp bê đồ chơi của Đức có tên là Bild Lilli. Con búp bê hình người lớn chính xác là những gì Handler nghĩ đến, vì vậy cô ấy đã mua ba con trong số chúng. Bà đưa một chiếc cho con gái và đưa những chiếc khác trở lại Mattel. Búp bê Lilli dựa trên một nhân vật nổi tiếng xuất hiện trong truyện tranh do Reinhard Beuthin vẽ cho tờ báo Bild. Lilli là một cô gái tóc vàng hoe, một cô gái lao động biết mình muốn gì và không dùng đàn ông để đạt được điều đó. Búp bê Lilli lần đầu tiên được bán ở Đức vào năm 1955, và mặc dù ban đầu nó được bán cho người lớn, nhưng nó đã trở nên phổ biến với những đứa trẻ thích mặc cho cô ấy những bộ trang phục được bán riêng. Khi trở về Hoa Kỳ, Handler đã thiết kế lại con búp bê (với sự giúp đỡ của kỹ sư Jack Ryan) và con búp bê được đặt một cái tên mới là Barbie, theo tên con gái của Handler là Barbara. Con búp bê ra mắt lần đầu tại Hội chợ Đồ chơi Quốc tế Hoa Kỳ ở New York vào ngày 9 tháng 3 năm 1959. Ngày này cũng được dùng làm ngày sinh nhật chính thức của Barbie. Búp bê Barbie đầu tiên mặc một bộ áo tắm sọc ngựa vằn đen trắng và cột tóc đuôi ngựa đặc trưng, và có sẵn như một cô gái tóc vàng hoặc tóc nâu. Con búp bê được quảng cáo là "Người mẫu thời trang dành cho lứa tuổi thanh thiếu niên", với những bộ quần áo được tạo ra bởi nhà thiết kế thời trang Charlotte Johnson của Mattel. Những con búp bê Barbie đầu tiên được sản xuất tại Nhật Bản, với quần áo của chúng được khâu bằng tay bởi những người làm bài tập về nhà ở Nhật Bản. Khoảng 350.000 búp bê Barbie đã được bán trong năm đầu tiên sản xuất. Louis Marx và Công ty đã kiện Mattel vào tháng 3 năm 1961. Sau khi cấp phép cho Lilli, họ tuyên bố rằng Mattel đã "vi phạm bằng sáng chế của Greiner & Hausser đối với khớp hông của Bild-Lilli, và cũng cho rằng Barbie là" sản phẩm trực tiếp cất cánh và sao chép "của Bild -Lilli. Công ty cũng tuyên bố rằng Mattel "tự thể hiện một cách sai lệch và gây hiểu lầm là đã tạo ra thiết kế". Mattel đã phản đối và vụ kiện được giải quyết ngoài tòa án vào năm 1963. Năm 1964, Mattel mua bản quyền và bằng sáng chế của Greiner & Hausser cho búp bê Bild-Lilli với giá 21.600 đô la. Ruth Handler tin rằng điều quan trọng đối với Barbie là phải có ngoại hình trưởng thành, và nghiên cứu thị trường ban đầu cho thấy một số bậc cha mẹ không hài lòng về bộ ngực của búp bê, vốn có những bộ ngực khác biệt. Ngoại hình của Barbie đã được thay đổi nhiều lần, đáng chú ý nhất là vào năm 1971 khi đôi mắt của búp bê được điều chỉnh để nhìn về phía trước thay vì liếc sang một bên nghiêm túc như mẫu ban đầu. Barbie là một trong những món đồ chơi đầu tiên có chiến lược tiếp thị dựa trên quảng cáo truyền hình rộng rãi, đã bị sao chép rộng rãi bởi các đồ chơi khác. Người ta ước tính rằng hơn một tỷ búp bê Barbie đã được bán trên toàn thế giới tại hơn 150 quốc gia, với Mattel tuyên bố rằng ba búp bê Barbie được bán ra mỗi giây. Tỉ lệ tiêu chuẩn của búp bê Barbie và các phụ kiện liên quan được sản xuất theo tỷ lệ xấp xỉ 1/6. Những con búp bê tiêu chuẩn cao khoảng 11 ½ inch.

## Truyền thông
Các sản phẩm của Barbie không chỉ bao gồm các loại búp bê với quần áo và phụ kiện của chúng, mà còn có một loạt các mặt hàng mang thương hiệu Barbie như sách, quần áo, mỹ phẩm và trò chơi điện tử. Barbie đã có một thương hiệu truyền thông bắt đầu với Barbie trong phim Barbie: Chú lính chì (còn gọi là Kẹp hạt dẻ) vào năm 2001, khi cô ấy bắt đầu xuất hiện trong một loạt các bộ phim hoạt hình. Các bộ phim hoạt hình chuyển thể trực tiếp sang DVD của Barbie đã bán được hơn 110 triệu bản trên toàn thế giới, tính đến năm 2013. [14] Ngoài ra, thương hiệu đã có hai chương trình truyền hình đặc biệt vào năm 1987, Barbie and the Rockers: Out of This World và Barbie and the Sensations: Rockin 'Back to Earth, cũng như một bài hát nổi tiếng, "Barbie Girl" (1997) của Aqua . Cô cũng là một nhân vật phụ trong các bộ phim My Scene cũng như trong các bộ phim Câu chuyện đồ chơi 2 và Câu chuyện đồ chơi 3 của Pixar.

## Tiểu sử
Barbie tên đầy đủ là Barbara Millicent Roberts. Trong một loạt tiểu thuyết do Random House xuất bản vào những năm 1960, tên của cha mẹ cô được đặt là George và Margaret Roberts từ thị trấn hư cấu Willows, Wisconsin. Trong tiểu thuyết Random House, Barbie học tại trường trung học Willows; trong khi trong cuốn sách Generation Girl, do Golden Books xuất bản năm 1999, cô theo học tại Trường Trung học Quốc tế Manhattan hư cấu ở Thành phố New York (dựa trên Trường Trung học Stuyvesant ngoài đời thực). Cô có một mối quan hệ lãng mạn trong sáng với bạn trai Ken ("Ken Carson"), người xuất hiện lần đầu vào năm 1961. Một bản tin từ Mattel vào tháng 2 năm 2004 thông báo rằng Barbie và Ken đã quyết định chia tay, nhưng vào tháng 2 2006, họ hy vọng sẽ hàn gắn lại mối quan hệ sau khi Ken lột xác. Vào năm 2011, Mattel đã phát động một chiến dịch để Ken giành được tình cảm của Barbie trở lại. Cặp sao chính thức tái hợp vào ngày lễ tình nhân năm 2011. Barbie đã có hơn 40 vật nuôi bao gồm mèo và chó, ngựa, gấu trúc, sư tử con và ngựa vằn. Cô đã sở hữu rất nhiều loại xe, bao gồm cả xe mui trần Beetle và Corvette màu hồng, xe kéo và xe Jeep. Cô cũng có bằng phi công và điều hành các hãng hàng không thương mại ngoài vai trò tiếp viên hàng không. Sự nghiệp của Barbie được thiết kế để cho thấy phụ nữ có thể đảm nhận nhiều vai trò khác nhau trong cuộc sống, và con búp bê đã được bán với nhiều danh hiệu bao gồm Hoa hậu Phi hành gia Barbie (1965), Bác sĩ Barbie (1988) và Nascar Barbie (1998) . Mattel đã tạo ra một loạt bạn đồng hành cho Barbie, bao gồm Teresa gốc Tây Ban Nha, Midge, Christie người Mỹ gốc Phi, và Steven (bạn trai của Christie). Anh chị em và anh chị em họ của Barbie cũng được tạo ra bao gồm Skipper, Todd và Stacie (anh chị em sinh đôi), Kelly, Krissy và Francie. Barbie thân thiện với Blaine, một vận động viên lướt sóng người Úc, trong thời gian cô chia tay với Ken vào năm 2004.

## Di sản và sự ảnh hưởng
Barbie đã trở thành một biểu tượng văn hóa và được vinh danh hiếm có trong thế giới đồ chơi. Năm 1974, một phần của Quảng trường Thời đại ở thành phố New York được đổi tên thành Đại lộ Barbie trong một tuần. Musée des Arts Décoratifs, Paris tại Louvre đã tổ chức triển lãm Barbie vào năm 2016. Triển lãm trưng bày 700 búp bê Barbie trên hai tầng cũng như các tác phẩm của các nghệ sĩ đương đại và tài liệu (báo chí, ảnh, video) bối cảnh hóa Barbie.Năm 1986, nghệ sĩ Andy Warhol đã tạo ra một bức tranh về Barbie. Bức tranh được bán đấu giá tại Christie's, London với giá 1,1 triệu USD. Vào năm 2015, Quỹ Andy Warhol sau đó đã hợp tác với Mattel để tạo ra Andy Warhol Barbie. Nghệ sĩ người ngoài cuộc Al Carbee đã chụp hàng nghìn bức ảnh về Barbie và tạo ra vô số ảnh ghép và dioramas có hình Barbie trong nhiều bối cảnh khác nhau.Carbee là chủ đề của bộ phim tài liệu dài tập Magical Universe. Nghệ thuật cắt dán của Carbee đã được giới thiệu trong cuộc triển lãm Barbie năm 2016 tại Musée des Arts Décoratifs, Paris trong phần nói về các nghệ sĩ hình ảnh đã lấy cảm hứng từ Barbie.Vào năm 2013, tại Đài Loan, nhà hàng theo chủ đề Barbie đầu tiên có tên là "Barbie Café" được khai trương dưới sự quản lý của nhóm Sinlaku. The Economist đã nhấn mạnh tầm quan trọng của Barbie đối với trí tưởng tượng của trẻ em: Từ những ngày đầu làm người mẫu thời trang tuổi teen, Barbie đã xuất hiện với tư cách là một phi hành gia, bác sĩ phẫu thuật, vận động viên Olympic, vận động viên trượt tuyết, huấn luyện viên thể dục nhịp điệu, phóng viên tin tức truyền hình, bác sĩ thú y, ngôi sao nhạc rock, bác sĩ, sĩ quan quân đội, phi công không quân, nhà ngoại giao hội nghị thượng đỉnh, rap nhạc sĩ, ứng cử viên tổng thống (đảng không xác định), cầu thủ bóng chày, thợ lặn, nhân viên cứu hộ, lính cứu hỏa, kỹ sư, nha sĩ, v.v. thị trường chủ yếu bao gồm trẻ sơ sinh, được thiết kế cho trẻ em gái để ru trong nôi, bập bênh và cho bú. Bằng cách tạo ra một con búp bê với các đặc điểm của người lớn, Mattel đã cho phép các cô gái trở thành bất cứ thứ gì họ muốn. 

## Lệnh cấm ở một số quốc gia
Năm 2012, búp bê Barbie bị cấm ở Iran. Lý do là vì Iran cho rằng Barbie có mang tính chất lăng nhăng và có ý khuyến khích mặc đồ trái với quy định của Đạo Hồi.
Không chỉ Iran, trước đây, búp bê Barbie còn bị cấm ở Saudi Arabia, khu vực Trung Đông và nước Nga. Ở khu vực Trung Đông, cũng vì "có mang tính chất lăng nhăng và có ý khuyến khích mặc đồ trái với quy định của Đạo Hồi" mà Barbie bị cấm. Còn ở nước Nga, vì "khuyến khích chủ nghĩa tiêu dùng ở trẻ sơ sinh Nga" nên Barbie bị cấm. Hiện tại, lệnh cấm búp bê Barbie đã được gỡ bỏ ở hầu hết các quốc gia nêu trên, ngoại trừ Iran, lệnh cấm có hiệu lực vĩnh viễn và khả năng để lệnh cấm búp bê Barbie được gỡ bỏ là rất thấp.